# جو كيرنان
جو كيرنان (بالإنجليزية: Joe Kiernan)‏ (22 أكتوبر 1942 في المملكة المتحدة - 1 أغسطس 2006 بنورثامبتون في المملكة المتحدة) هو لاعب كرة قدم بريطاني في مركز الوسط. لعب مع نادي سندرلاند ونادي نورثامبتون تاون ونادي كيترينغ تاون.

## وصلات خارجية
- جو كيرنان على موقع قاعدة بيانات كرة القدم.إي يو (الإنجليزية)